# Staňkov (okres Domažlice)
Staňkov (německy Stankau) je město v okrese Domažlice v Plzeňském kraji. Žije v něm přibližně 3 400 obyvatel. Město leží na železniční křižovatce asi v půli cesty mezi Plzní a Domažlicemi, asi třicet kilometrů od Klatov, 28 kilometrů od Plzně a 24 kilometrů od Domažlic. Městem protéká řeka Radbuza, do které se před Staňkovem napojuje potok Zubřina.

## Název
Název města je odvozen ze jména Staněk ve významu ves lidí Staňkových. V historických pramenech se název objevuje ve tvarech: de Stancowic (1233), de Ztankov (1243), de Stankow (1252), Stankow (1352), na Stankovy (1432), Stankowy (1557) a Stankowo (1654).

## Historie
První písemná zmínka o obci pochází z roku 1233. Obec se původně skládala ze dvou osad nazvaných Městys Staňkov a Ves Staňkov, které byly v roce 1951 zrušeny.

## Obyvatelstvo
| Rok            | 1869  | 1880  | 1890  | 1900  | 1910  | 1921  | 1930  | 1950  | 1961  | 1970  | 1980  | 1991  | 2001  | 2011  | 2021  |
| -------------- | ----- | ----- | ----- | ----- | ----- | ----- | ----- | ----- | ----- | ----- | ----- | ----- | ----- | ----- | ----- |
| Počet obyvatel | 2 300 | 2 760 | 3 447 | 4 068 | 4 167 | 4 361 | 4 865 | 3 551 | 3 609 | 3 402 | 3 473 | 3 199 | 3 066 | 3 279 | 3 331 |
| Počet domů     | 321   | 334   | 360   | 442   | 470   | 567   | 770   | 857   | 820   | 832   | 833   | 938   | 959   | 1 080 | 1 102 |

## Městská správa

### Části města
- Krchleby (k. ú. Krchleby u Staňkova)
- Ohučov (i název k. ú.)
- Staňkov I (k. ú. Staňkov-město)
- Staňkov II (k. ú. Staňkov-ves)
- Vránov (i název k. ú.)

Od 1. ledna 1985 do 30. června 1990 k městu patřila i Hlohová.

### Městské symboly
Znak města je historický, vlajka byla městu udělena rozhodnutím předsedy Poslanecké sněmovny Parlamentu České republiky dne 12. prosince 2008.

## Doprava
Podél západního okraje města vede silnice I/26, na kterou se zde napojuje silnice II/185. Přímo městem vede železniční trať Plzeň – Furth im Wald, z níž ve stanici Staňkov odbočuje trať do Poběžovic.

## Průmysl

### Sklářství
Ve městě existovaly dvě sklárny. Jedna na výrobu zrcadel a litého skla, druhá na výrobu skla bezpečnostního. První pojmenovaná podle vlastníka sklářského podniku Andreas Ziegler's Sohn, vznikla v letech 1867-1869 v blízkosti řeky Radbuzy. Druhá nazývaná TRIPLEX byla postavena u nádraží v roce 1926. První zanikla v důsledku velké hospodářské krize a ztráty odbytišť. Její majetek převzali manželé František a Marie Kreysovy, kteří sklárnu přestavěli na výrobnu šamotového a dinasového zboží. Druhá sklárna TRIPLEX zanikla v roce 1946 po znárodnění a začlenění do podniku Union Teplice-Šanov, který ve Staňkově provoz ukončil.

### Šamotka
Od roku 1937 sídlila v budově bývalé sklárny u řeky Radbuzy firma Františka a Marie Kreysových na výrobu šamotového zboží. V roce 1948 byla znárodněna a začleněna do Západočeských keramických závodů Horní Bříza. V roce 1950 byl podnik přesunut pod Chlumčanské keramické závody (CHKZ). Vyráběla se zde formovací hmota pro slévárny, kyselinovzdorné kameniny, antukové komínové bloky, šamotové cihly, fasádní nástřiková drť a kaselská hněď, která se stala velmi populární. Staňkovský závod ji vyvážel do řady zemí západní i východní Evropy. Později závod začal vyrábět glazované mozaiky, v roce 1982 zavedl glazované pásky a v roce 1993 slinuté a leštěné dlaždice. V roce 2006 došlo k ukončení provozu CHKZ ve Staňkově.

### Cihelna
První cihelna byla ve Staňkově založena v roce 1867. Samotná výroba cihlářského zboží v sousedské cihelně zahájila provoz až po roce 1871. Jejím předsedou byl tehdy Jan Pavlík. V sedmdesátých letech 19. století následovala cihelna poštmistra Edmunda Meyrosera a v devadesátých letech se přidala cihelna Františka Trnky. Nakonec svůj provoz otevřely cihelny podnikatelů Josefa Klementa a Františka Kreysy. Jeho vnuk František Klement ji zmodernizoval, rozšířil a provoz cihelny udržel až do znárodnění roku 1948. Cihelna Františka Kreysy byla znárodněna. Poté se uvádí jako závod Západočeských cihelen, n.p. Stod, který vyráběl okrasné tvarovky, plotovky a drenážní trubky. Jako neefektivní byl zlikvidován v lednu roku 1984. Areál cihelny byl zdemolován v roce 2006 firmou Vetop, která zde sídlí.

### Pivovarnictví
Měšťanský pivovar vznikl v roce 1602 potom, co bylo městu uděleno várečné právo. Pivo se zpočátku vařilo v soukromí, později ve společné varně. Pivovar býval majetkem sousedským a výroba piva byla dražena. Roku 1872 vznikla první akciová společnost, jejímž prvním sládkem byl J. Kestřánek. Po jejím krachu byl pivovar prodán v dražbě Karlu Trauttmansdorffovi, který jej spravoval až do roku 1945.

### Těžba
Dobývání uhlí v dolech východně od Staňkova probíhalo kolem roku 1800 ručně. Největší rozvoj zaznamenal důl Ondřej, který využil moderní stroje i lanovou dráhu do skláren. Byl provozuschopný až do roku 1925. Severně od Staňkova v oblasti Stříbrnice se těžila olověná a zinková ruda. V její blízkosti se těžila i cihlářská hlína. Ve městě a jeho okolí se nacházelo několik cihelen. Podnikatelskému rodu Kreysů patřila jedna z největších cihelen až do znárodnění v roce 1948.

## Školství

### Základní škola Staňkov, okres Domažlice, příspěvková organizace
Škola a ředitelství školy sídlí v Komenského ulici ve Staňkově II. Budova je využívána od roku 1914. Škole, ale zároveň i široké veřejnosti, slouží moderní tělocvična, přistavěná k původní budově v roce 1996. V roce 2001 byla zahájena přístavba školy - byly vybudovány nové učebny, šatny, správní úsek, kotelna, pavilon se školní jídelnou a kuchyní o kapacitě 350 strávníků s možností stravování pro veřejnost. V roce 2010 byla dokončena rekonstrukce budovy z roku 1914.

## Pamětihodnosti
Ve městě se nachází pět kulturních památek:
- Železobetonový silniční most přes řeku Radbuzu
- Radnice na náměstí TGM
- Kostel svatého Jakuba Staršího
- Zemědělská usedlost čp. 70
- Dům čp. 27

## Osobnosti
- Josef Mathauser (1846–1917), malíř
- Adolf Wenig (1874–1940), spisovatel, překladatel a pedagog
- Josef Wenig (1885–1939), malíř, ilustrátor, jevištní a kostýmní výtvarník
- František Klement (1909–1992), spisovatel a cestovatel; rozšířil firmu K.Klement a zmodernizoval cihelnu ve Staňkově

## Galerie

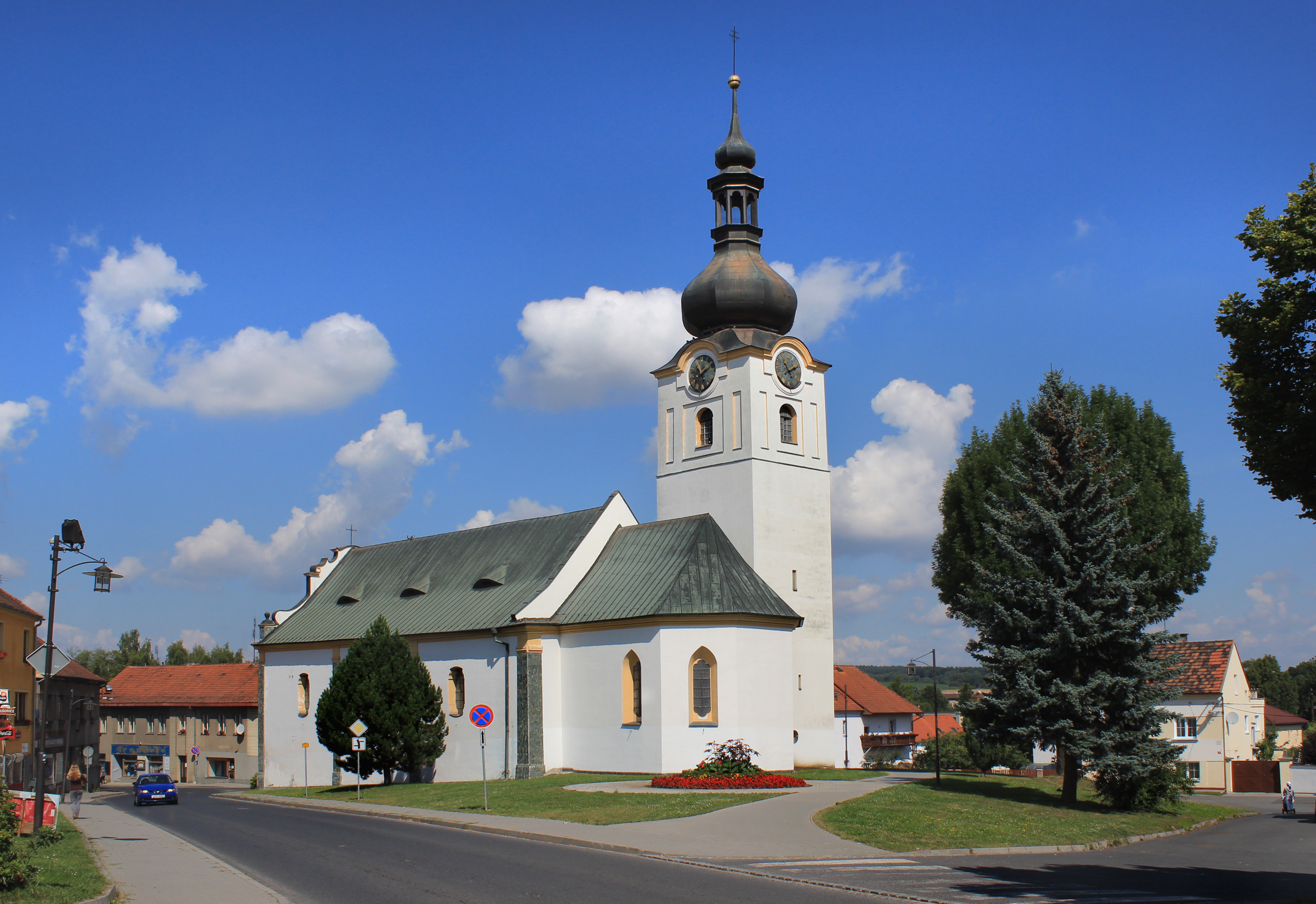
Kostel svatého Jakuba
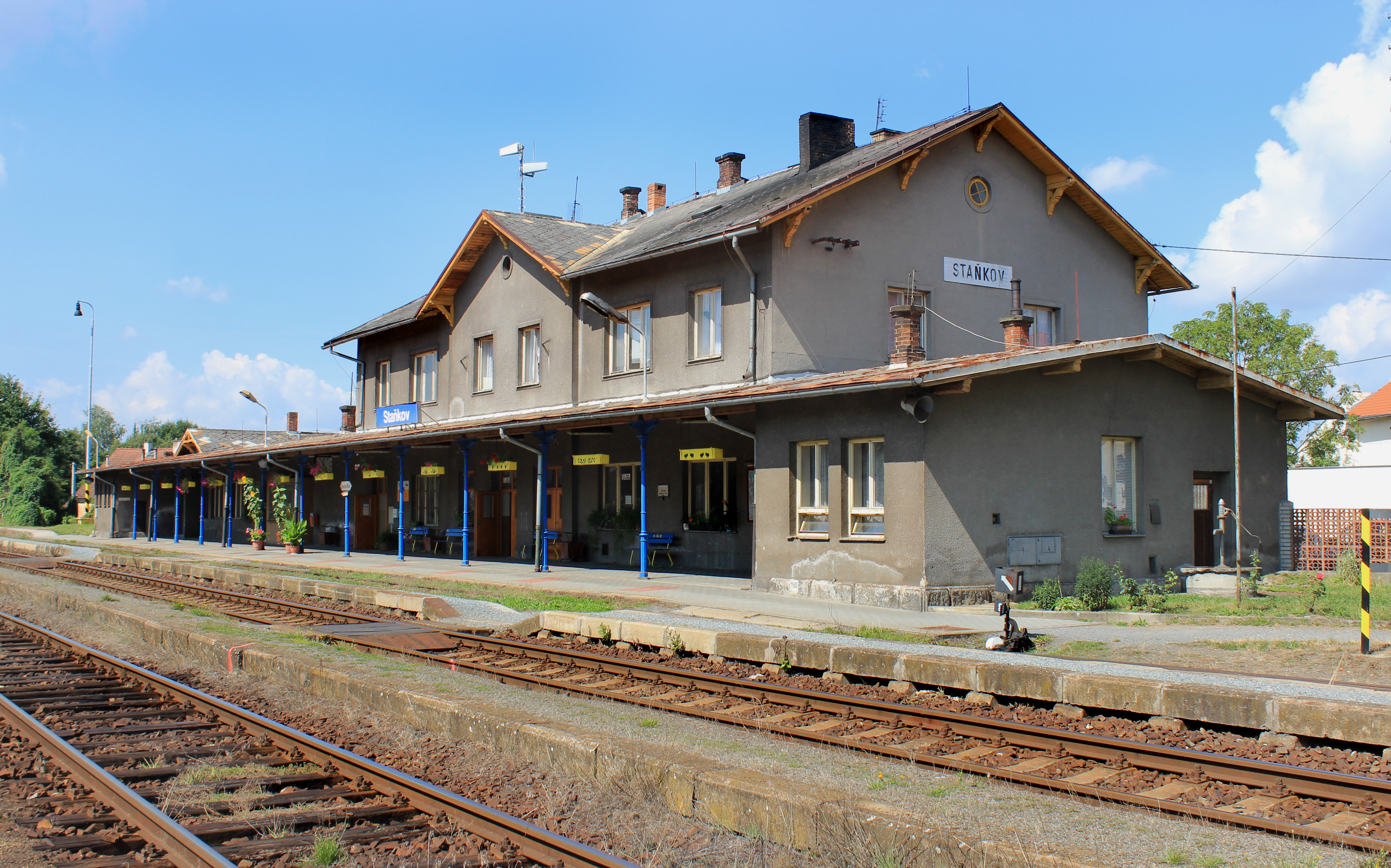
Nádraží
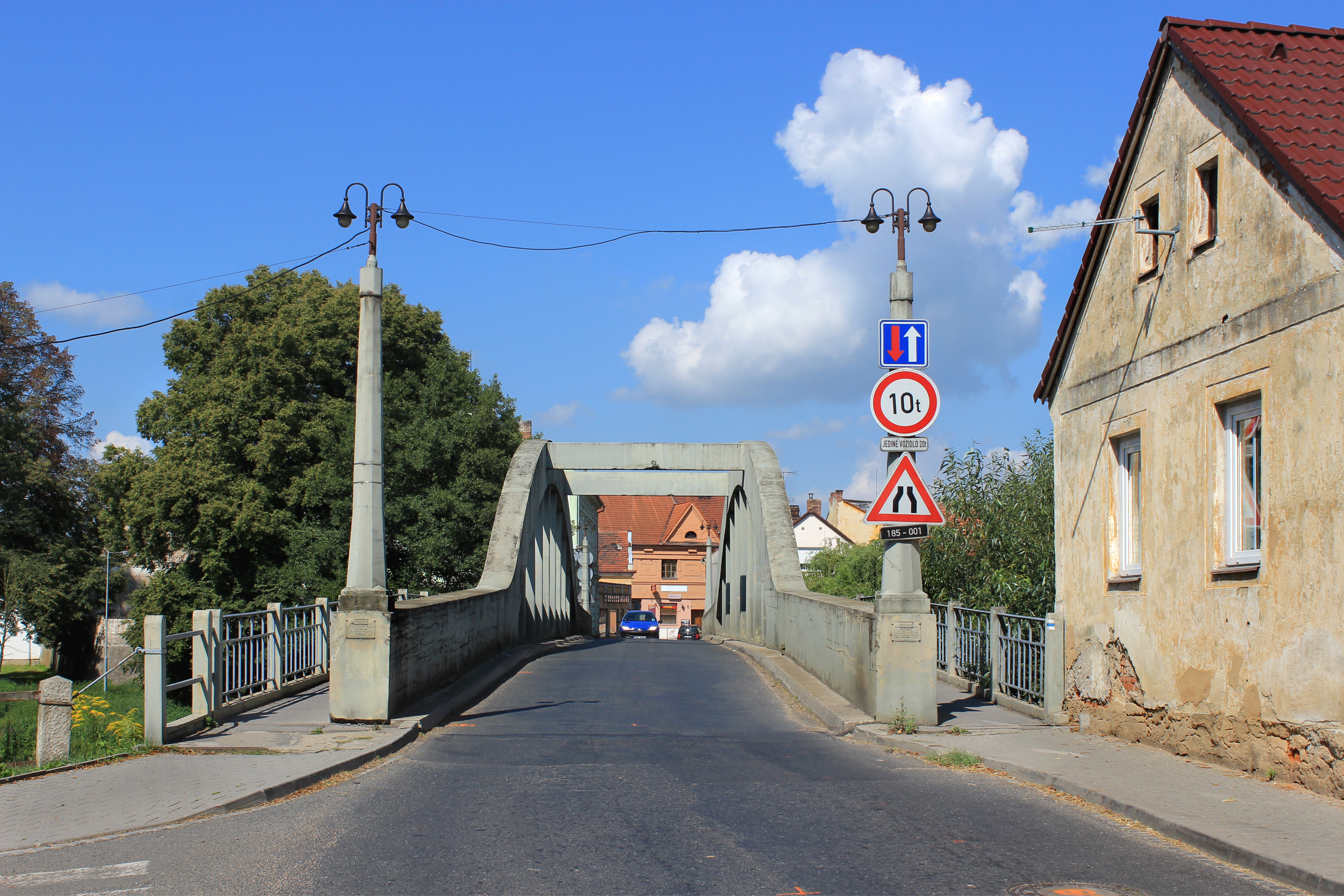
Most přes Radbuzu
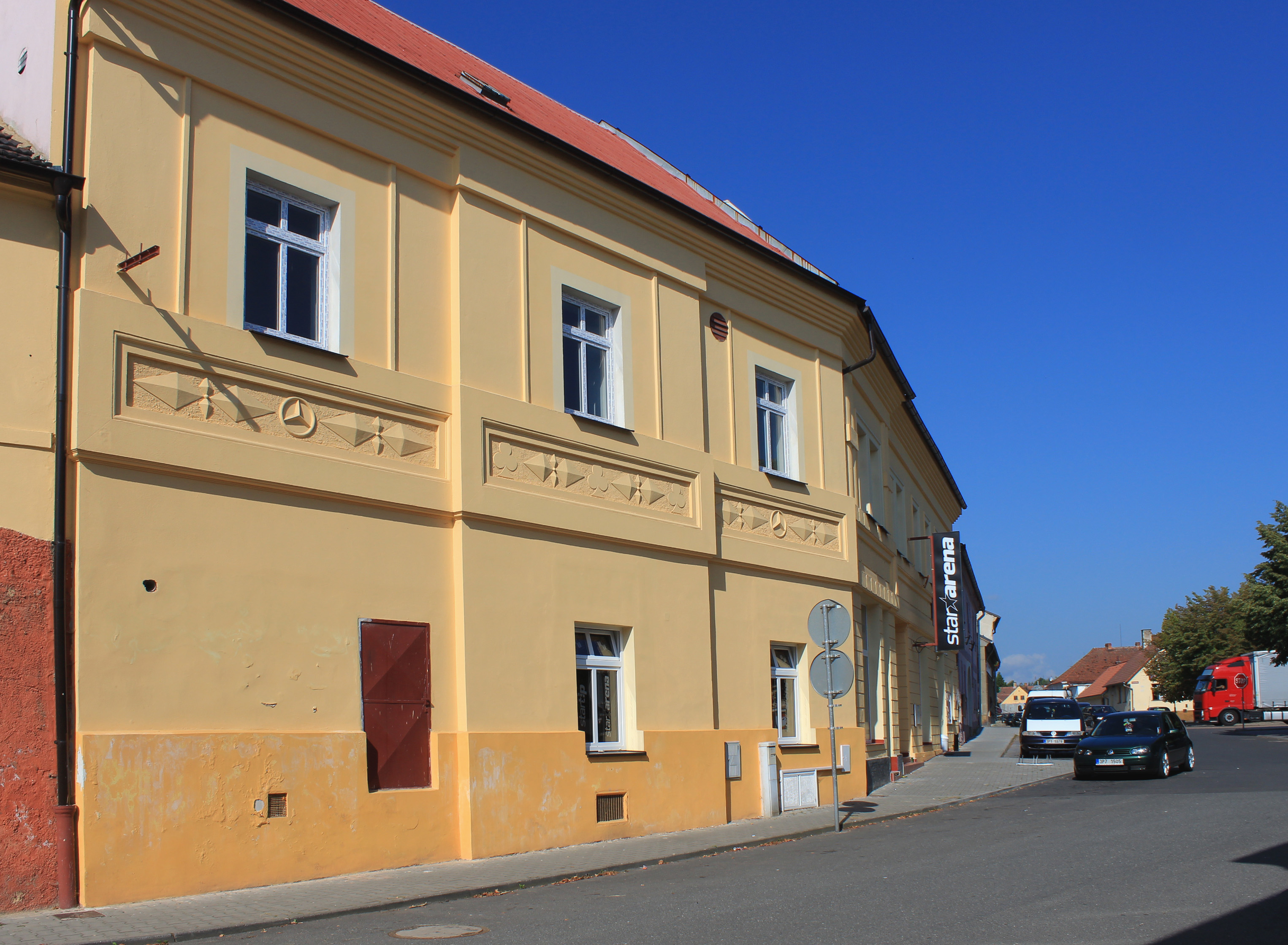
Dům ve Vodní ulici
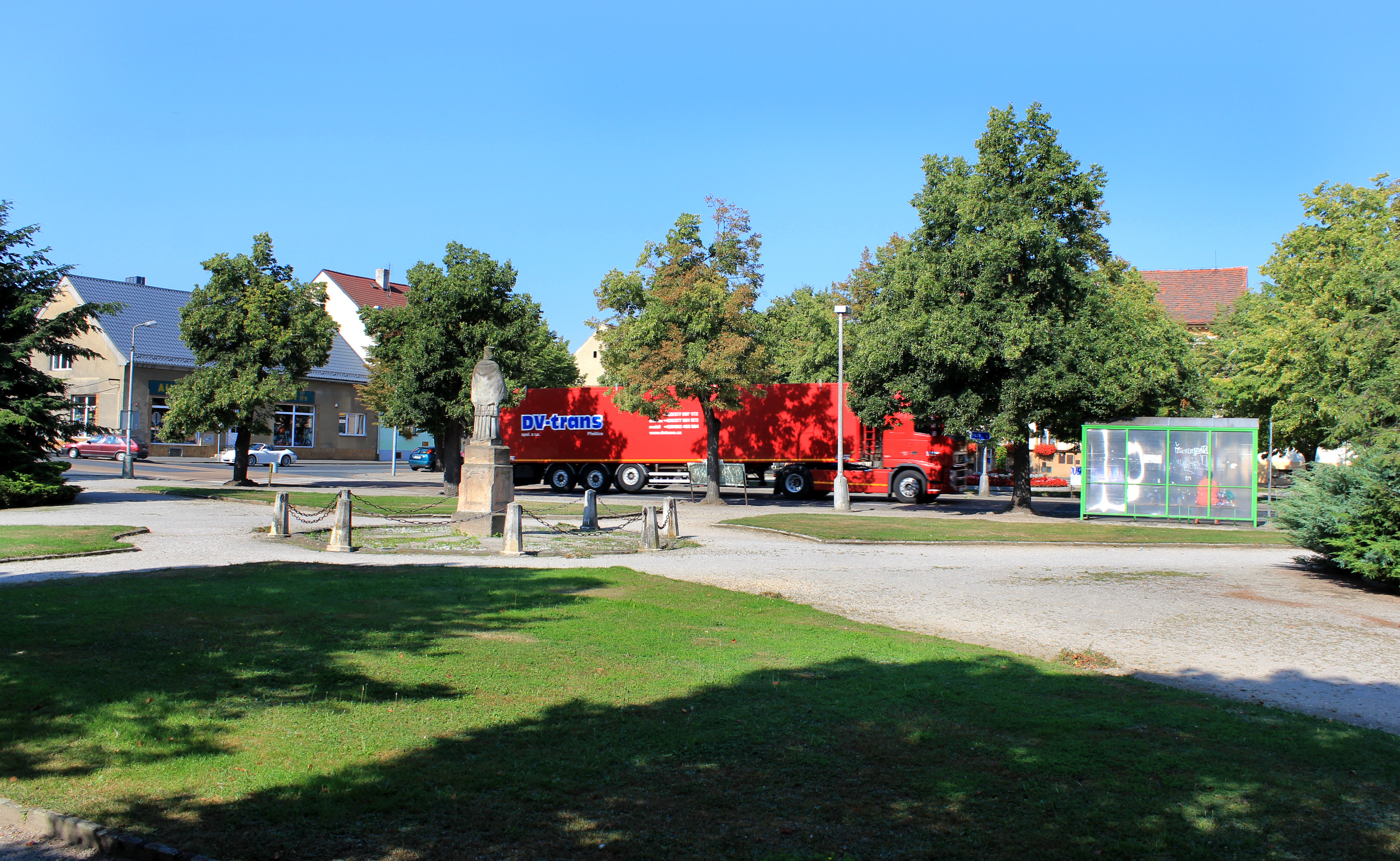
Náměstí T. G. Masaryka